# Rodolfo Groth
Rodolfo Groth (* 2. Januar 1881 in Lübeck; † 7. Februar 1985 ebenda, gebürtig Rudolf Johann Wilhelm Lorenz Groth) war ein deutscher Kaufmann und Mäzen, der zeitweilig in Mexiko lebte.

## Leben
Rudolf Groth wurde als erstes von sechs Kindern des Schulleiters der St. Jürgen Knabenschule (später Kalandschule) Rudolph Groth geboren. Weil der Vater frühzeitig an einer Typhusepidemie starb, musste Rudolf Groth das Katharineum zu Lübeck vorzeitig verlassen. Seine Mutter konnte das Schulgeld nicht aufbringen. Nach Abschluss der Schule mit der Mittleren Reife trat er eine Kaufmannslehre an und wanderte mit 19 Jahren im Juli 1900 nach Mexiko aus. Dort kam er als Besitzer einer Faktorei zu einem Vermögen. Seinen Vornamen änderte er wegen seiner mexikanischen Staatsangehörigkeit in Rodolfo. Sein Vermögen setzte er in Lübeck umfangreich karitativ ein. So stiftete er für die Ferienkolonie der Gemeinnützigen Gesellschaft auf dem Priwall 105 Betten, gründete 1923 die Rudolf-Groth-Stiftung und stiftete ein Altenheim in der Braunstraße. Er war Mäzen des Fotografen Ernst Hugo Brehme. Als sein Lebenswerk betrachtete er das Tor der Hoffnung, einen Wohnblock mit 48 Wohnungen am Ostufer der Wakenitz, der 1936/37 eingeweiht wurde und in dem er zuletzt selbst eine Wohnung hatte. Er finanzierte auch einen Nachguss der Plastik „Mädchengruppe“ des Schweizer Künstlers Karl Geiser. Sie sollte ursprünglich den 1934 auf dem Lübecker Markt abgebrochenen neugotischen Brunnen ersetzen, wurde jedoch am Rande des Burgfelds aufgestellt.
Rudolf Groth wurden 1982 das Bundesverdienstkreuz 1. Klasse und die Ehrenbürgerschaft der Stadt Lübeck verliehen.

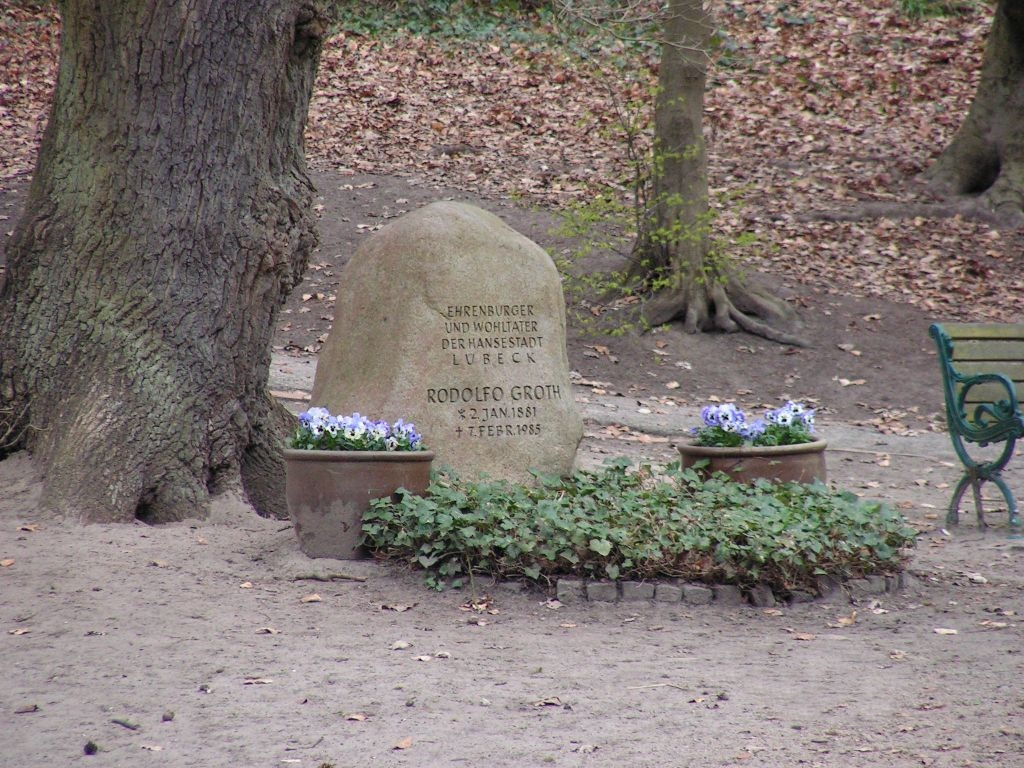
Grab mit Gedenkstein von Rodolfo Groth im Waldkindergarten Lübeck

Nach seinem Ableben im Alter von 104 Jahren wurde seine Asche unter einem Gedenkstein in dem von ihm gestifteten Waldkindergarten
an der Travemünder Allee beigesetzt.